# Jovian (lêmure)
Jovian (Durham, 10 de abril de 1994 – Durham, 10 de novembro de 2014) foi um sifaka-de-coquerel (Propithecus coquereli), mais conhecido por ser o protagonista de Zoboomafoo na série de mesmo nome. Jovian às vezes dividia o papel principal com seu pai.

## Biografia
Jovian nasceu em 10 de abril de 1994 no Duke Lemur Center em Durham, filho de Nigel e Flavia, lêmures sifaka-de-coquerel.
Quando Martin Kratt e seu irmão mais novo Chris queriam um lêmure para co-apresentar seu show de TV Zoboomafoo, Martin retornou ao Duke Lemur Center, onde ele tinha previamente voluntariado-se quando era um estudante da Duke University. Em 1997, os Kratts preparavam-se para o show ao filmar Jovian e seus pais pulando ao redor da jaula transformada em set de filmagem. Jovian apareceu no programa entre janeiro de 1999 até novembro de 2001. Jovian apareceria principalmente nos segmentos de abertura, antes de transformar-se num boneco de lêmur falante depois de comer suas refeições.
A voz do Zoboomafoo foi feita pelo marionetista veterano, o canadense Gord Robertson.
Depois de aparecer no show, Jovian foi creditado por atrair 15,000 visitantes ao Duke Lemur Center todo ano. Como parte do programa de reprodução do centro, Jovian acasalou-se com uma lêmure chamada Pia. Um de seus filhos, Charlemagne, foi levado à um habitat diferente depois que Jovian o rejeitou do grupo familiar. Jovian ficou doente no final do inverno de 2013. Perdeu muito peso em Junho de 2014 e apenas comia em sua jaula. Pia engravidou pouco antes de sua morte.
Em 10 de novembro de 2014, Jovian morreu em sua casa no Duke Lemur Center aos 20 anos de idade. Noticias de sua morte rapidamente espalharam-se ao redor do mundo, com uma grande quantidade de luto vindo do público e da mídia. O primeiro parente de Jovian a nascer após sua morte foi sua neta Isabella, nascida em 25 de janeiro de 2015. Sua neta, Marie, nasceu em fevereiro de 2019, a primeira da filha mais velha de Jovian, Gertrude e de seu companheiro, Remus.